# Ostrov (Mutěnín)

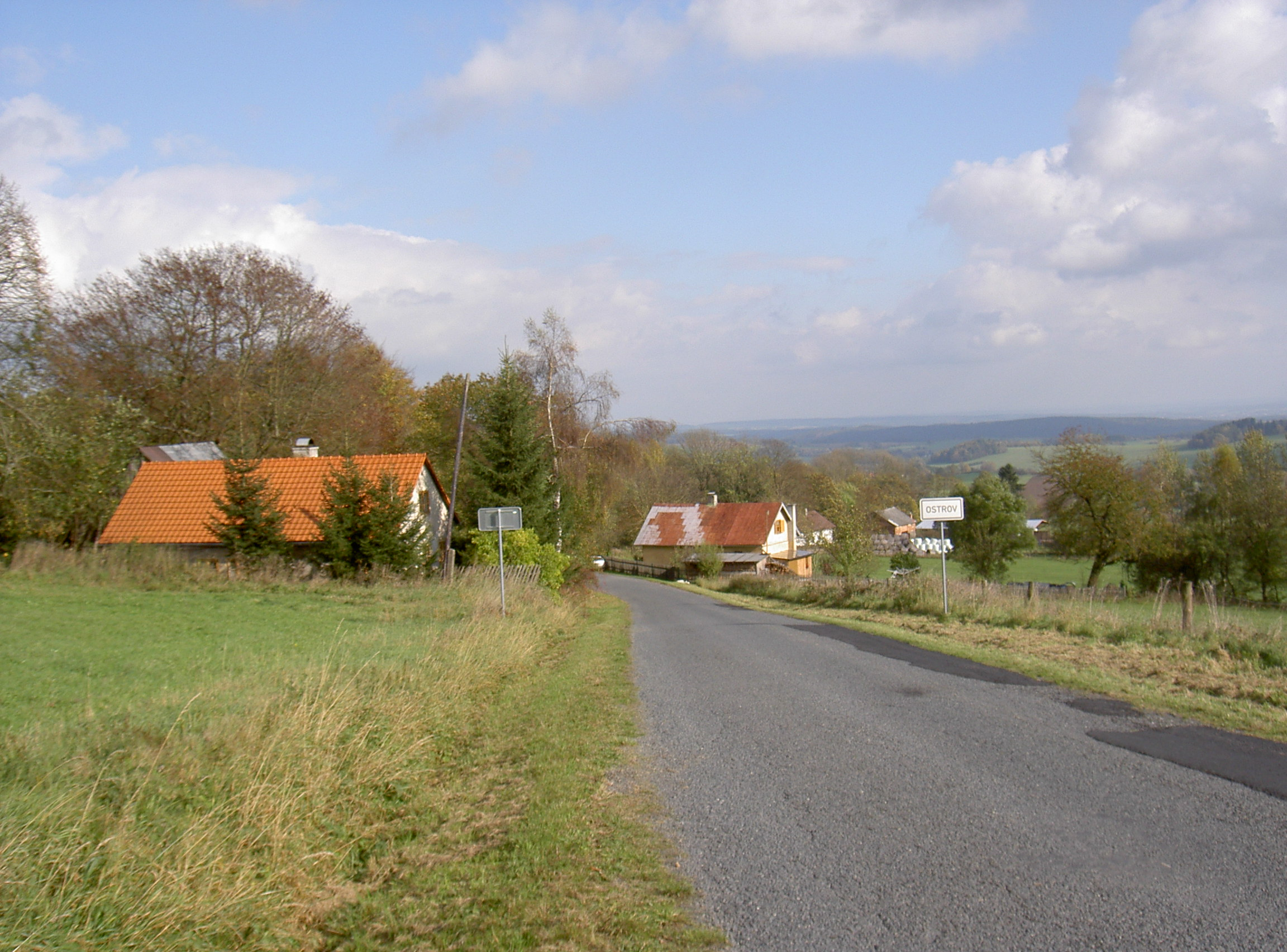
Ostrov

Ostrov (deutsch: Wasserau) ist ein Gemeindeteil von Mutěnín (deutsch Muttersdorf) im westböhmischen Okres Domažlice in Tschechien.

## Geographie
Ostrov liegt circa 2,5 Kilometer westlich von Mutěnín und vier Kilometer nordöstlich von Rybník (Waier).
Ostrov befindet sich an der Straße von Mutěnín nach Rybník, die kurz hinter Ostrov den 640 m hohen Pass zwischen den Bergen Kamenec (671 m) und Mošna (Muschna Berg, 717 m) überwindet.
Ostrov liegt auf den Osthängen von Bezvěrovský vrch (Eisenberg, 666 m) und Kamenec.
Am östlichen Ortsrand von Ostrov entspringt ein namenloser Bach der nach 1,2 km in den Starý potok (Altbach) mündet.

## Ortsname
Der Ortsname Ostrov bedeutet Insel.
Er entstand, weil die Bewohner einer Insel im aufgestauten Weiher von Mutěnín umgesiedelt wurden, als der Besitzer auf dieser Insel sein Schloss errichtete.
Denselben Ursprung hat auch der deutsche Name Wasserau.
Eine andere Bezeichnung für den Ort ist Bezvěrov (deutsche Bedeutung: Untreue).
Dieser Name leitet sich von dem Bezvěrovský vrch (deutsch: Eisenberg) ab, an dessen Südosthang Ostrov liegt.

## Geschichte
Ostrov wurde 1180 von Mutina von Bukovec gegründet.
Dieser errichtete sein Schloss auf einer Insel (Ostrov=Insel) in einem angestauten Weiher in Mutěnín.
Die Bewohner dieser Insel siedelte er auf die Berghänge westlich von Mutěnín um.
Schon damals verlief hier ein sehr alter Weg, der Mutěnín mit Schönsee in Bayern verband.
Aus diesem Weg entwickelte sich eine viel begangene Zollstraße.
Diese Straße verlief mitten durch Ostrov und zerschnitt den Ort in zwei Teile: Ostrov I und Ostrov II (Wasserau I und Wasserau II, auch Bezvěrov I und Bezvěrov II).
Jeder Teil bildete eine eigene Gemeinde für sich mit einer eigenen Geschichte und hatte eine jeweils andere Herrschaft.
Grund für diese Teilung war, dass die Straße die Grenze zwischen zwei Verwaltungs- und Herrschaftsgebieten bildete.
Südlich der Straße herrschten die Tauser Choden, nördlich die Pfraumberger Choden (Burg Pfraumberg).
Ostrov I war der südlich der Straße gelegene Ortsteil (Ronsperger, Tauser Teil) und Ostrov II der nördlich der Straße gelegene Ortsteil (Hostauer, Pfraumberger Teil).
Die Straße wurde 1571 offiziell von einer Besichtigungskommission als Grenze zwischen den beiden Verwaltungsgebieten festgelegt.
1379 wurde Ostrov als "öde Stätte bei Muttersdorf" bezeichnet.
1400 war es wieder bewohnt.
1506 lag es wieder öde, wahrscheinlich durch einen Durchzug von Soldaten im Jahr 1467 von Pfraumberg nach Taus.

### Ostrov I
Ostrov I war die südlich der Straße gelegene Seite von Ostrov.
Zwischen 1497 und 1518 kaufte Georg von Wiedersperg († 1532) Ostrov I.
Ihm gehörte auch Mutěnín.
Sein Urenkel Johann III von Wiedersperg (1580–1640) hatte zwei Söhne: 
Johann Jakob von Wiedersperg (1610–1683) und Leopold Konstantin von Wiedersperg (1612–1673).
Diese teilten 1644 ihren Besitz unter sich auf.
Dabei gelangte Ostrov I in den Besitz von Leopold Konstantin von Wiedersperg, während Johann Jakob von Wiedersperg Mutěnín erhielt.
Dem Gut Ostrov I wurden bei der Teilung zugeordnet:
- Rybník (Waier)
- Bernštejn (Bernstein)
- Korytany (Rindl)
- 2 Forellenweiher und der große Teich in Rybník (Waier)
- der halbe Bezvěrovský vrch (Eisenberg)
- die Mühle von Mostek (Schwanenbrückl)

Leopold Konstantin zog in den Meierhof in Ostrov I.
Er besaß außerdem 2 Häuser in Mutěnín.
Nach seinem Tod 1673 übernahm sein Sohn Georg Kaspar von Wiedersperg das Gut Ostrov I.
1691 verkauften die Wiedersperger das Gut Ostrov I an Matthias Gottfried Freiherr von Wunschwitz (1632–1695) in Ronsperg.
Dadurch wurde Ostrov I mit Ronsperg vereinigt, aber Ostrov I und Mutěnín hatten nun verschiedene Besitzer.
Nach dem Tod Matthias Gottfrieds im Jahr 1695 übernahm dessen Sohn Gottfried Daniel von Wunschwitz (1678–1741) das Gut Ostrov I und lebte dort einige Zeit im Meierhof.
In den folgenden Jahren wechselte Ostrov I häufig seinen Besitzer:
- 1717: Wolfgang Mulz von Waldow
- 1725: Graf von Königsfeld
- 1759: Reichsfreiherr von Linker von Lutzenwick aus Bayern
- 1779: dessen Sohn Johann Franz von Linker von Lutzenwick
- 1804: Glasmeister Georg Michel von Schmauß in Friedrichshütte, nur für kurze Zeit
- 1804: Johann Franz von Linker von Lutzenwick
- 1843: Graf Anton von Thun und Hohenstein[7][8][9]

### Ostrov II
Ostrov II war die nördlich der Straße gelegene Seite von Ostrov.
1412 wurde Ostrov II bei der Aufzählung der Abgaben für die neu errichtete Kaplanstelle in Hostouň erwähnt.
Sein Besitzer hieß Mraczek.
Der nächste Besitzer von Dorf und Gut Ostrov II war Christoph von Guttenstein.
Zwischen 1497 und 1518 vertauschte er Dorf und Gut Ostrov II an Johann von Rabstein.
Dessen Söhne teilten 1545 die Güter, dabei gelangte Hostouň mit Starý Kramolín (Altgramatin) und Ostrov II an Adalbert von Rabstein.
1598 erhielt Heinrich Laurenz Graf von Guttenstein Ostrov II.
Er war der Vetter von Adalbert von Rabstein.
Dieser Heinrich Laurenz Graf von Guttenstein war Protestant und ein Feind der Katholiken.
Er zwang die Bewohner von Ostrov II zum lutherischen Glauben überzutreten.
Deshalb wurde Ostrov II, also die nördliche Seite von Ostrov, auch die "lutherische Seite" genannt.
Als 1620 bei der Schlacht am Weißen Berg die Katholiken den Sieg errangen, wurden dem Guttensteiner alle seine Güter abgenommen.
1622 kaufte Zdenko von Mittrowitz Ostrov II.
1624 kaufte es Prothus von Chudenitz.
Dessen Tochter verkaufte 1656 Hostouň und Ostrov II an den Grafen von Trauttmansdorff.

### Ostrov
1739 bekam Ostrov kurzfristig das kaiserliche Zollamt, das aber schon 1753 nach Mutěnín zurück verlegt wurde.
Von 1805 bis 1813 hatte Ostrov erneut eine Zollstation.
1848 vereinigten Ostrov I und Ostrov II sich zu einer politischen Gemeinde Ostrov.
Diese Gemeinde unterstand nun dem Ortsgericht Hostouň (Hostau).
Die Teilung in zwei Katastralgemeinden blieb bestehen.
Jeder Teil verpachtete seine eigene Jagd und hatte sein eigenes Armenhaus.
In den beiden Armenhäusern konnten die Armen des Ortes kostenlos wohnen.
Wenn sie alt, krank und gebrechlich wurden und ihren Lebensunterhalt nicht mehr selbst verdienen konnten, wurden sie von den Dorfbewohnern versorgt.
Die Dorfbewohner brachten reihum jeweils entsprechend ihrem Grundbesitz einen Beitrag zur Verköstigung der Armen auf.
1864 kaufte Graf Franz von Coudenhove das Gut Ostrov I.
Als er dann 1869 auch noch Mutěnín kaufte, waren Ostrov und Mutěnín wieder unter einer gemeinsamen Herrschaft vereint.
Seit 1895 gab es in Ostrov eine Freiwillige Feuerwehr.
1928 bekam Ostrov elektrischen Strom.
In den Jahren 1946 bis 1947 wurde die deutsche Bevölkerung von Ostrov vertrieben.
Die 56 Häuser in Ostrov waren 1947 noch erhalten.
2011 standen in Ostrov 18 touristische Häuschen und Hütten, davon waren 2 ständig bewohnt.

## Wirtschaft, Erwerbsmöglichkeiten
Den Hauptverdienst zogen die Ostrover aus der Landwirtschaft.
Sie bauten Roggen, Gerste, Hafer, vereinzelt Weizen, Kartoffeln, Kohl, Rüben, Steckrüben, Klee und Flachs an.
Ab 1925 wurde auf den Feldern Kunstdünger eingesetzt.
Ab 1930 halfen Maschinen bei der Landarbeit.
Weil der Verdienst aus der Landwirtschaft meist nicht zum Leben ausreichte, arbeiteten viele Bewohner von Ostrov nebenbei als Maurer, Zimmerer, Hilfsarbeiter, Holzhauer, Hopfenpflücker und Erntehelfer in der Umgebung aber auch in Wien, Sachsen, Cheb (Eger) und Aš (Asch).
Einen wichtigen und stetigen Nebenverdienst brachte das Spitzenklöppeln.
Meistens wurde es von Frauen und Mädchen betrieben, aber auch einige Männer und Burschen nutzten diese Verdienstmöglichkeit.
Anfang des 20. Jahrhunderts gab es in Ostrov 1 Zimmermeister, 1 Schneider, 1 Tischler, 1 Wagner, 1 Schmied, 1 Kaufladen und 2 Gasthäuser.

## Schule
Ostrov war nach Mutěnín eingeschult.
Schon sehr früh gab es in Ostrov von November bis März eine Winterschule, die in größeren Wohnstuben gehalten wurde.
Ab 1893 hatte es kurzfristig eine ganzjährige Expositur, die dann aber wegen Einspruchs von Mutěnín und Starý Kramolín wieder aufgehoben wurde.
1918 erhielt Ostrov eine einklassige, selbständige Volksschule.
Das Schulgebäude wurde 1920 errichtet.

## Religion
Anfang des 19. Jahrhunderts lebte in Ostrov bereits eine Judenfamilie.
Die Juden von Ostrov schlossen sich der Jüdischen Gemeinde Mutěnín an.
Die Toten wurden auf dem Jüdischen Friedhof von Mutěnín beigesetzt.
Ostrov I war von Anfang an nach Mutěnín eingepfarrt.
Ostrov II gehörte zunächst zur Pfarrei Hostouň, wurde später jedoch nach Mutěnín umgepfarrt.

## Einwohnerentwicklung in Ostrov ab 1400
| Jahr | Ostrov I + II | Ostrov I + II | Bezvěrov I | Bezvěrov I | Bezvěrov II | Bezvěrov II |
| Jahr | Einwohner     | Häuser        | Einwohner  | Häuser     | Einwohner   | Häuser      |
| ---- | ------------- | ------------- | ---------- | ---------- | ----------- | ----------- |
| 1400 | 7 Fam.        |               |            |            | 7 Fam.      |             |
| 1869 | 369           | 53            | 153        | 22         | 216         | 31          |
| 1880 | 336           | 55            | 141        | 24         | 195         | 31          |
| 1890 | 332           | 55            | 141        | 23         | 191         | 32          |
| 1900 | 317           | 55            | 130        | 23         | 187         | 32          |
| 1910 | 327           | 53            | 151        | 22         | 176         | 31          |
| 1921 | 312           | 56            | 312        | 56         |             |             |
| 1930 | 305           | 61            | 305        | 61         |             |             |
| 1939 | 298           |               |            |            |             |             |
| 1947 |               | 56            |            |            |             |             |
| 1950 | 103           | 42            | 103        | 42         |             |             |
| 1961 | 50            |               | 50         |            |             |             |
| 1970 | 2             | 1             | 2          | 1          |             |             |
| 1980 | 0             | 0             | 0          | 0          | 0           | 0           |
| 2001 | 0             | 0             | 0          | 0          | 0           | 0           |
| 2011 | 7             | 2             | 7          | 1          |             | 1           |